# 아우구스투스 업적록

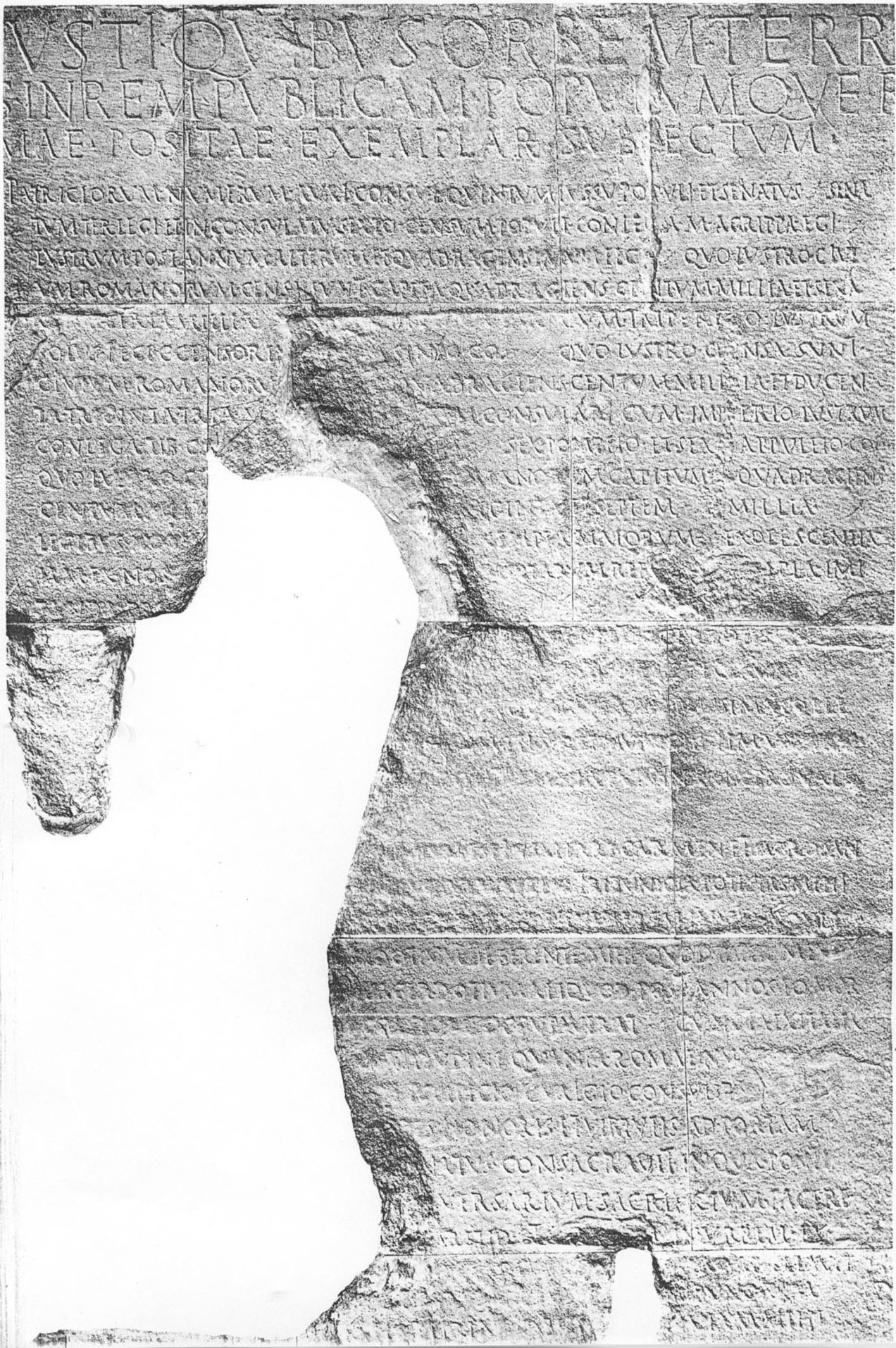
앙카라에서 발견된 《아우구스투스 업적록》의 일부.

《신격 아우구스투스 업적록》(라틴어: Res Gestae Divi Augusti)은 로마 제국의 첫 황제였던 아우구스투스가 자신의 업적에 대해서 쓴 글이다.

## 구성
《아우구스투스 업적록》은 서문과 사후에 추가된 주석, 본문, 총 35문단으로 구성되어 있으며, 크게 네부분으로 나뉜다.

### 정치 경력
업적록의 첫 부분(2 ~ 14번째 문단)은 아우구스투스의 정치적인 업적에 대해 다룬다. 아우구스투스가 맡았던 공직들과 수여받은 여러 영예들을 서술하고 있다.

### 공공 사업
두 번째 부분(15 ~ 24번째 문단)은 아우구스투스가 로마 시민들에게 돈, 토지, 곡물들을 기부한 내역을 담고 있다. 또한 가도 보수 등의 공공사업, 검투사 시합들을 개최한 내용도 함께 기록되어있다. 아우구스투스는 자신의 재산을 털어 이러한 사업들을 벌인 것을 계속하여 서술하고 있다.

### 군사 행동
세 번째 부분(25 ~ 33번째 문단)에서는 아우구스투스의 통치기간동안 벌였던 일련의 군사행동들과, 맺은 동맹들에 대해 서술하고 있다.

### 정치적인 위치
마지막 부분(34, 35번째 문단)에서는 아우구스투스가 로마의 정부에서 특별한 위치에 있었다는 사실에 대해 간략하게 서술하고 있다.

### 제3자에 의해 쓰인 주석
제3자에 의해 쓰인 주석은 《아우구스투스 업적록》의 모든 내용을 정리하고 있다. 아우구스투스가 건설하고 보수한 모든 건물들의 목록과, 6억 데나리우스의 재산을 공공사업에 쏟아부었다는 내용이 담겨있다.

## 역사

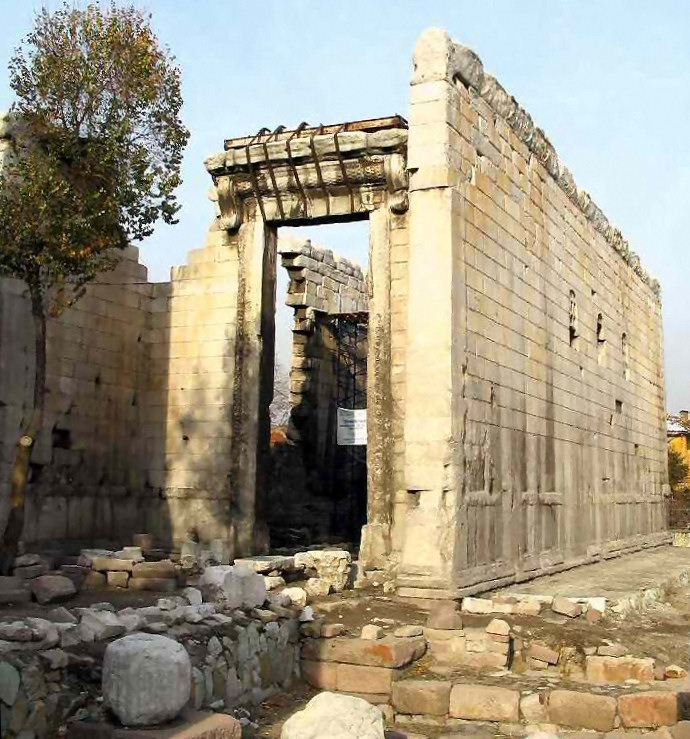
앙카라에서 〈앙키라 비문〉(Monumentum Ancyranum)이 발견된 장소.

본문의 내용에 따르면, 《아우구스투스 업적록》은 아우구스투스가 죽기 직전인 서기 14년경에 쓰였다. 업적록의 원문은 청동판으로 기록되어 아우구스투스 마우솔레움 앞에 놓였으나 현재 남아있지 않다. 하지만 많은 사본들이 로마 제국 전역에 배포되었기 때문에, 현대에도 여러 사본들이 남겨져 있다. 대표적인 것으로 앙키라(현재 터키의 앙카라)에서 발견된 〈앙키라 비문〉, 피시디아 지방의 아폴로니아와 안티오키아(오늘날의 얄바치)에서 발견된 비문 등이 있다.:33-37
《아우구스투스 업적록》은 아우구스투스가 직접 썼음에도 불구하고, 명백한 정치적인 선전 목적 때문에 사료로써의 가치는 떨어진다. 이러한 점은 율리우스 카이사르가 암살된 이후부터 악티움 해전까지의 서술에서 잘 나타나 있다. 브루투스와 카시우스의 경우 이름은 언급되어 있지 않고, "내 아버지를 죽인 자들"이라고만 기술되어 있으며, 마르쿠스 안토니우스와 섹스투스 폼페이우스의 경우에도 실명이 언급되어있지 않았다. 안토니우스의 경우엔 "나와 싸운 상대", 섹스투스 폼페이우스의 경우엔 "해적"이라고만 언급되어 있다. 마찬가지로, 당시 로마의 정치체제에서 아우구스투스는 최고의 권력을 손에 쥐고 있었음에도 불구하고, 아우구스투스는 자신이 공화정의 일원인 것처럼 묘사하고 있다. 자신의 권위가 다른 이들보다 높을지라도, 권력은 손에 쥐고 있지 않다고 서술하고 있다. 이러한 서술은, 당시에 아직 남아있었던 공화주의자들을 우려하여, 자신이 제 1인자라는 것 이외에는 강조하지 않았다.

## 원문/원문번역
Rerum gestarum divi Augusti, quibus orbem terrarum imperio populi Romani subiecit, et impensarum quas in rem publicam populusque Romanum fecit, incisarum in duabus aheneis pilis, quae sunt Romae positae, exemplar subiectum.
전세계를 로마 인민의 지배에 복종시켰던 신성한 아우구스투스의 업적들에 대해, 또한 국가와 로마 인민을 위해 지출을 행했던 일들에 대해, 또한 로마에 세운 2개의 구리 기둥에 이를 새긴 것에 대해, 그 복사본을 남겨둔다.
[1] (a) Annos undeviginti natus exercitum privato consilio et privata impensa comparavi, per quem rem publicam a dominatione factionis oppressam in libertatem vindicavi. (b) [Ob quae] senatus decretis honorificis in ordinem suum me adlegit, C. Pansa et A. Hirtio consulibus, consularem locum sententiae dicendae2 tribuens, et imperium mihi dedit. (c) Res Publica ne quid detrimenti caperet, me propraetore simul cum consulibus providere iussit. (d) Populus autem eodem anno me consulem, cum cos. uterque bello cecidisset, et triumvirum rei publicae constituendae creavit.
[1] (a) 나는 19살 때, 사적인 계획과 사적인 지출로 군대를 준비하였으며, 이를 통하여 붕당의 지배에 짓눌렸던 국가에 자유를 보장하였다. (b) 그 때문에 원로원은 영예로운 일들을 결의하였는데, 즉 가이우스 판사와 아울루스 히르티우스가 집정관들이었을 때(= BC 43), 나를 그들의 다음 서열로 (원로원에서) 의견을 개진할 수 있는 집정관급 위치에 올려놓았으며, 또한 내게 절대 명령권을 준 것이다. (c) 국가는 전투에서 패하지 않도록, 나에게 법무관 대행의 권한을 주고 집정관들과 함께 미리 조치하도록 명령하였다. (d) 그런데 로마 인민들은, 두 집정관이 전쟁에서 쓰러지자, 나를 같은 년도의 집정관으로, 그리고 국가를 바로 세우기 위한 삼두로서 선출하였다.
[2] (a) Qui parentem meum trucidaverunt, eos in exilium expuli iudiciis legitimis ultus eorum facinus, et postea bellum inferentis rei publicae vici bis acie.
[2] (a) 나의 아버지를 찔러 죽인 자들을 법적인 재판들을 통해 추방당한 신세가 되도록 내가 몰아냄으로써 그들을 단죄하였다. 또한 나중에 그들이 국가한테 전쟁을 일으키자 두 번 전열에서 싸워 이겼다.
[3] (a) Bella terra et mari civilia externaque toto in orbe terrarum saepe gessi, victorque omnibus veniam petentibus civibus peperci. (b) Externas gentes, quibus tuto ignosci potuit, conservare quam excidere malui. (c) Millia civium Romanorum sub sacramento meo fuerunt circiter quingenta. (d) Ex quibus deduxi in colonias aut remisi in municipia sua stipendis emeritis millia aliquanto plura quam trecenta, et iis omnibus agros adsignavi aut pecuniam pro praemiis militiae dedi. (e) Naves cepi sescentas praeter eas, si quae minores quam triremes fuerunt.
[3] (a) 전 세계에 걸쳐 뭍과 바다에서, 내전과 대외전에서 나는 종종 전쟁을 수행하였으며, 승리자가 되어 용서를 갈구하는 모든 시민들을 사면하였다. (b) 완전히 용서를 구하는 외부의 종족들을 나는 파괴하기보다는 보존하는 것을 선호하였다. (c) 대략 50만명에 달하는 로마 시민권자들이 내게 입대 서약을 행하였다. (d) 나는 그들 가운데 일부는 식민도시들로 보내거나, 또는 그들의 자치도시들로 급료를 지불하고 돌려보냈는데 그 숫자가 30만명을 넘었으며, 군무에 종사한 데에 대한 보답으로 그들 모두에게 땅을 분배하거나 돈을 주었다. (e) 나는 600척의 함선들과 그보다 더 적은 수의 삼단노선들을 획득하였다.
[4] (a) Bis ovans triumphavi, tris egi curulis triumphos et appellatus sum viciens et semel imperator. (b) Cum autem pluris triumphos mihi senatus decrevisset, iis supersedi. (c) Laurum de fascibus deposui in Capitolio, votis quae quoque bello nuncupaveram solutis. (d) Ob res a me aut per legatos meos auspicis meis terra marique prospere gestas quinquagiens et quinquiens decrevit senatus supplicandum esse dis immortalibus. (e) Dies autem, per quos ex senatus consulto supplicatum est, fuere DCCCLXXXX. (f) In triumphis meis ducti sunt ante currum meum reges aut regum liberi novem. (h) Consul fueram terdeciens, cum scribebam haec, et agebam septimum et tricensimum tribuniciae potestatis.
[4] (a) 나는 약식 개선식을 두 번, 정식 개선식을 세 번 치렀으며, 최고 사령관이라는 환호를 21번 받았다. (b) 그런데 더 많은 개선식들을 원로원이 의결했었으나, 난 사양하였다. (c) 내가 이전에 (신들께 성공을) 빌었던 전쟁들에 대한 서약이 해결될 때마다, 나는 파스키스들부터 월계관을 카피톨리움에 걸어놓았다. (d) 나의 새점들로 인하여 나와 또는 나의 부장들에 의해 땅과 바다에서 성공적으로 수행되었던 일들 때문에 원로원은 불사신들께 55번의 희생제의를 결정하였다. (e) 그런데 원로원의 결의에 의해서 희생제의를 하기로 결행된 날은 890일에 달하였다. (f) 나의 여러 개선식에서 내 전차 뒤로 왕들과 그들의 자식들이 끌려나온 숫자는 총 9인에 달하였다. (h) 나는 집정관을 13회 역임하였으며, 이 기록을 호민관 권한을 받은지 37년 째(= AD 14)에 새겨오고 있다.
[5] (a) Dictaturam et apsenti et praesenti mihi delatam et a populo et a senatu, M. Marcello et L. Arruntio consulibus non accepi. (b) Non recusavi in summa frumenti penuria curationem annonae, quam ita administravi, ut intra paucos dies metu et periculo praesenti populum universum liberarem impensa et cura mea. (c) Consulatum quoque tum annuum et perpetuum mihi delatum non recepi.
[5] (a) 마르쿠스 마르켈루스와 루키우스 아룬티우스가 집정관이었을 때(= BC 22) 내가 (도성에) 없었을 때와 있었을 때 각각 한 번씩, 원로원 및 로마 인민들에 의해서 독재관 권력이 제안되었으나, 난 받아들이지 않았다. (b) 그러나 극도로 식량이 부족한 상황에서 곡물 관리관직을 거절하지 않았으며, 다음과 같이 일을 처리하였다. 즉, 나의 지출과 관리로 며칠만에 위험과 두려움에 당면한 로마 인민들을 구하였다. (c) 나는 그 해의 집정관직, 또한 종신 집정관직을 제안받았으나, 받아들이지 않았다.
[6] (a) Consulibus M. Vinicio et Q. Lucretio et postea P. Lentulo et Cn. Lentulo et tertium Paulo Fabio Maximo et Q. Tuberone senatu populoque Romano consentientibus ut curator legum et morum summa potestate solus crearer, nullum magistratum contra morem maiorum delatum recepi. (b) Quae tum per me geri senatus voluit, per tribuniciam potestate perfeci, cuius potestatis conlegam et ipse ultro quinquiens a senatu depoposci et accepi.
[6] (a) 마르쿠스 비니키우스와 퀸투스 루크레티우가 집정관이었을 때(= BC 19), 그 다음에 푸블리우스 렌툴루스와 그나이우스 렌툴루스가 집정관이었을 때(= BC 18), 세번째로 파울루스 파비우스 막시무스와 퀸투스 투베로가 집정관이었을 때(= BC 11), 원로원과 로마 인민이 한 뜻으로 나를 막강한 권력을 가진 법과 풍속에 대한 관리관으로 선출하였으나, 조상들의 관습에 어긋나는 그러한 관직을 받아들이지 않았다. (b) 그 다음으로 원로원은 나를 통해 이뤄지기를 바랬던 일들을 나는 호민관 권한을 통해 이뤘다. 그 뿐만 아니라 나는 원로원으로부터 그 권력을 5번 행사하면서 동료를 세워줄 것을 요청하고 받아들였다.
[7] (a) Triumvirum rei publicae constituendae fui per continuos annos decem. (b) Princeps senatus fui usque ad eum diem quo scripseram haec per annos quadraginta. (c) Pontifex maximus, augur, XV virum sacris faciundis, VII virum epulorum, frater arvalis, sodalis Titus, fetialis fui.
[7] (a) 국가를 바로세우기 위하여 나는 연속적으로 10년 동안 삼두의 권한을 행사하였다. (b) 또한 나는 여기에 글자를 새겨넣는 날까지 쭉 40년 동안 원로원의 수장이었다. (c) 또한 나는 최고 제사장이었으며, 복점관이기도 하였고, 성사를 행하는 15인의 사제들 중 1인이며, 성찬식을 행하는 7인의 사제들 중 1인이었고, 라레스 신을 섬기는 동지회와 티투스 동지회의 사제들 중 1인이었다.
[8] (a) Patriciorum numerum auxi consul quintum iussu populi et senatus. (b) Senatum ter legi, et in consulatu sexto censum populi conlega M. Agrippa egi. (c) Lustrum post annum alterum et quadragensimum feci, quo lustro civium Romanorum censa sunt capita quadragiens centum millia et sexaginta tria millia. (d) Tum iterum consulari cum imperio lustrum solus feci C. Censonno et C. Asinio cos., quo lustro censa sunt civium Romanorum capita quadragiens centum millia et ducenta triginta tria millia. (e) Et tertium consulari cum imperio lustrum conlega Tib. Caesare filio meo feci Sex. Pompeio et Sex Appuleio cos., quo lustro censa sunt civium Romanorum capitum quadragiens centum millia et nongenta triginta et septem millia. (f) Legibus novis me auctore latis multa exempla maiorum exolescentia iam ex nostro saeculo reduxi et ipse multarum rerum exempla imitanda posteris tradidi.
[8] (a) 귀족들의 수효를 나는 다섯번째 집정관을 역임했을 때(= BC 29) 인민과 원로원의 명령에 의해 늘렸다. (b) 또한 나의 여섯번째 집정관 역임 시(= BC 28) 동료 집정관인 마르쿠스 아그립파와 함께 세 차례 원로원을 등록하였다. (c) 나는 42년 동안 호구조사를 실시하였으며, (처음) 조사하였을 때는 로마 시민들의 머릿수가 4063000명으로 헤아려졌다. (d) 가이우스 켄소리누스와 가이우스 아시니우스가 집정관이었을 때(= BC 8) 두 번째로 나는 집정관급의 절대 명령권을 통해 호구조사를 실시하여 로마 시민들의 숫자를 4233000명으로 헤아렸다. (e) 섹스투스 폼페이우스와 섹스투스 압풀레이우스가 집정관이었을 때(= AD 14) 나는 내 아들인 티베리우스 카이사르를 동료로 삼아 집정관급의 절대 명령권을 통해 호구조사를 실시하여 로마 시민들의 숫자를 4937000명으로 헤아렸다. (f) 나의 발의에 의해 새로운 법들이 통과되어 이미 우리 시대에 희미해졌던 조상들의 여러 훌륭한 관습들을 다시 도입하였으며, 나 자신 역시 미래 세대에 모방되어야 할 여러 훌륭한 예시들을 전해주었다.
[9] (a) Vota pro valetudine mea suscipi per consules et sacerdotes quinto quoque anno senatus decrevit. (b) Ex iis votis saepe fecerunt vivo me ludos aliquotiens sacerdotum quattuor amplissima collegia, aliquotiens consules. (c) Privatim etiam et municipatim universi cives unanimiter continenter apud omnia pulvinaria pro valetudine mea supplicaverunt.
[9] (a) 나의 건강을 위하여 집정관들과 사제들이 5년 마다 한 번씩 축원할 것을 원로원이 결의하였다. (b) 그 축원들 가운데 내가 살아있는 동안 종종 몇 차례의 경기들이 4인의 최고 사제회에서, 몇 차례는 집정관들이 개최되었다. (c) 사적으로 또한 도시 단위로 모든 시민들이 한 마음으로 모든 신전의 제단 옆에서 나의 건강을 위해 빌기를 그치지 않았다.
[10] (a) Nomen meum senatus consulto inclusum est in saliare carmen, et sacrosanctus in perpetum ut essem et, quoad viverem, tribunicia potestas mihi esset, per legem sanctum est. (b) Pontifex maximus ne fierem in vivi conlegae mei locum, populo id sacerdotium deferente mihi quod pater meus habuerat, recusavi. (c) Quod sacerdotium aliquod post annos, eo mortuo qui civilis motus occasione occupaverat, cuncta ex Italia ad comitia mea confluente multitudine, quanta Romae nunquam fertur ante id tempus fuisse, recepi, P. Sulpicio C. Valgio consulibus.
[10] (a) 나의 이름은 원로원의 결정으로 마르스의 찬가에 포함되었으며, 내가 존재하는한 영원히 신성불가침하며 내가 살아있는 한 호민관 권한은 내게 속한다는 사실이 법으로서 축성받았다. (b) 나는 내 동료가 그 자리에서 살아있는 동안 최고 제사장이 되고 싶지 않았으며, 인민들에 의해 내 아버지가 역임하였던 그 성직을 맡으라고 제안하였을 때, 나는 거절하였다. (c) 몇 해 뒤, 내전이 벌어졌을 때 이 직책을 차지했었던 이의 죽음으로, 이탈리아 내의 모든 이들이 나의 집회장으로 모여들었으니, 이러한 엄청난 일은 로마에서 그 이전에는 없었다. 그리하여 내가 최고 제사장의 직책을 받아들이니, 때는 푸블리우스 술피키우스와 가이우스 발기우스가 집정관이었던 때였다. (= BC 12)
[11] (a) Aram Fortunae Reducis ante aedes Honoris et Virtutis ad portam Capenam pro reditu meo senatus consacravit, in qua pontifices et virgines Vestales anniversarium sacrificium facere iussit eo die quo, consulibus Q. Lucretio et M. Vinicio, in urbem ex Syria redieram, et diem Augustalia ex cognomine nostro appellavit.
[11] (a) 카페나 문 근처의 명예의 여신과 미덕의 여신의 신전 앞에 '귀환하는 행운의 여신'의 제단을 나의 귀환을 위하여 원로원이 봉헌하였다. 원로원은 퀸투스 루크레티우스와 마르쿠스 비니키우스가 집정관이었던 해(= BC 19) 내가 쉬리아로부터 귀환하였던 날을 나의 코그노멘을 따 '아우구스탈리아의 날'로 부르기로 하고, 제사장들과 베스탈 여사제들한테 매년 그 날을 기리라고 명령하였다.
[12] (a) Ex senatus auctoritate pars praetorum et tribunorum plebi cum consule Q. Lucretio et principibus viris obviam mihi missa est in Campaniam, qui honos ad hoc tempus nemini praeter me est decretus. (b) Cum ex Hispania Galliaque, rebus in iis provincis prospere gestis, Romam redi, Ti. Nerone P. Quintilio consulibus, aram Pacis Augustae senatus pro reditu meo consacrandam censuit ad campum Martium, in qua magistratus et sacerdotes virginesque Vestales anniversarium sacrificium facere iussit.
[12] (a) 원로원의 권위에 의해 일부 법무관들 및 호민관들이 집정관 퀸투스 루크레티우스 및 상위 계층의 시민들을 데리고 캄파니아 문까지 나를 배웅하러 왔는데, 이러한 영광은 여태껏 날 빼고 아무도 결의되지 못했던 것이다. (b) 티베리우스 네로와 푸블리우스 퀸틸리우스가 집정관이었을 시기(= BC ) 내가 히스파니아와 갈리아의 속주에서 일들을 성공적으로 수행하고 로마로 돌아왔을 때, '아우구스투스의 평화'를 위한 제단을 원로원이 마르티우스 광장에 세우고 나의 귀환을 위하여 봉헌하도록 명령하였다. 그곳에서 원로원은 행정관들과 사제들, 베스탈 여사제들한테 매년 희생제를 드리라고 명령하였다.
[13] (a) Ianuam Quirinum, quem claussum esse maiores nostri voluerunt cum per totum imperium populi Romani terra marique esset parta victoriis pax, cum priusquam nascerer, a condita urbe bis omnino clausum fuisse prodatur memoriae, ter me principe senatus claudendum esse censuit.
[13] (a) 우리의 조상들은 로마 인민들의 모든 지배권을 통하여 뭍과 바다에서 승리로 인하여 평화가 확립된 경우 야누스 퀴리누스의 신전을 닫길 원하였다. 내가 태어나기 전에는 도성이 창건된 이래로 우리가 기억하는 바로는 그 문을 닫은 것은 2번 밖에 없었지만, 내가 원로원의 수장이었을 때 원로원은 3번 닫도록 결정하였다.
[14] (a) Filios meos, quos iuvenes mihi eripuit fortuna, Gaium et Lucium Caesares honoris mei causa senatus populusque Romanus annum quintum et decimum agentis consules designavit, ut eum magistratum inirent post quinquennium, et ex eo die quo deducti sunt in forum ut interessent consiliis publicis decrevit senatus. (b) Equites autem Romani universi principem iuventutis utrumque eorum parmis et hastis argenteis donatum appellaverunt.
[14] (a) 운이 젊은이로서 내게 앗아간 내 아들들, 즉 가이우스와 루키우스 카이사르를, 나를 영광스럽게 할 이유로 원로원과 로마 인민들이 그들이 15살이 되면 집정관이 될 수 있도록 지명하여, 5년 뒤에 공직 생활에 발을 들여놓을 수 있도록 하였다. 또한 그들이 포룸에 소개된 그 날부터 공공 집회에 참여될 수 있도록 원로원이 결의하였다. (b) 그리고 모든 로마 기사들이 젊은 수령들에게 둥근 방패와 투창을 주고 그들 자신을 각기 두 수령의 이름을 따서 불렀다.
[15] (a) Plebi Romanae viritim HS trecenos numeravi ex testamento patris mei et nomine meo HS quadringenos ex bellorum manibiis consul quintum dedi, iterum autem in consulatu decimo ex patrimonio meo HS quadringenos congiari viritim pernumeravi, et consul undecimum duodecim frumentationes frumento privatim coempto emensus sum, et tribunicia potestate duodecimum quadringenos nummos tertium viritim dedi. (b) Qaue mea congiaria pervenerunt ad hominum millia numquam minus quinquaginta et ducenta. (c) Tribuniciae potestatis duodevicensimum, consul XII, trecentis et viginti millibus plebis urbanae sexagenos denarios viritim dedi. (d) Et colonis militum meorum consul quintum ex manibiis viritim millia nummum singula dedi; acceperunt id triumphale congiarium in colonis hominum circiter centum et viginti millia. (e) Consul tertium decimum sexagenos denarios plebei quae tum frumentum publicum accipiebat dedi; ea millia hominum paullo plura quam ducenta fuerunt.
[15] (a) 로마의 평민들한테 아버지의 유언장에 따라 300 세스테르티이씩 지급하였으며, 내가 다섯번째 집정관일 때(= BC 29) 전리품에서 나의 이름으로 400 세스테르티이씩 하사금으로 주었고, 내가 열번째 집정관일 때(= BC 24) 나의 세습 재산에서 두 번째로 한 사람 당 400 세스테르티이씩 나누어 주었으며, 내가 열한번째 집정관일 때(= BC 23) 개인적으로 식량을 사서 12번 무상배급으로 필요한만큼 덜어주었다. 또한 12번째 호민관 권한을 누릴 때(= BC 12, BC 11), 세 번째로 한 사람 당 400 세스테르티이씩 주었다. (b) 나의 하사금을 받은 사람들은 25만명을 밑돌지 않는다. (c) 호민관 권한을 누린지 18년째, 즉 내 12번째 집정관 임기에(= BC 5), 도성 내의 평민들에게 각자 60 데나리이씩 주었다. (d) 또한 다섯번째 집정관 역임시(= BC 29), 식민도시에 있는 나의 병사들에게 전리품으로부터 한 사람당 1000 세스테르티이씩 주었으며, 개선식을 할 당시 이 하사금으로 혜택을 받은 식민시의 병사들은 대략 12만명에 달하였다. (e) 또한 13번째 집정관일 때(= BC 2), 60 데나리이 씩, 이전에 공공 곡물을 받아들였던 평민들에게 주었으니, 그 숫자는 20만명을 조금 넘었다.
[16] (a) Pecuniam pro agris quos in consulatu meo quarto et postea consulibus M. Crasso et Cn. Lentulo Augure adsignavi militibus solvi municipis; ea summa sestertium circiter sexsiens milliens fuit quam pro Italicis praedis numeravi, et circiter bis milliens et sescentiens quod pro agris provincialibus solvi. (b) Id primus et solus omnium qui deduxerunt colonias militum in Italia aut in provinciis ad memoriam aetatis meae feci. (c) Et postea Ti. Nerone et Cn. Pisone consulibus itemque C. Antistio et D. Laelio cos. et C. Calvisio et L. Pasieno consulibus et L. Lentulo et M. Messalla consulibus et L Camnio et Q. Fabricio cos., militibus quos emeriteis stipendiis in sua municipia deduxi praemia numerato persolvi, quam in rem sestertium quater milliens circiter impendi.
[16] (a) 나의 네번째 집정관 역임시(= BC 30), 그리고 마르쿠스 크랏수스와 그나이우스 렌툴루스 아우구르가 집정관일 때(= BC 14) 나는 군인들에게 할당한 토지들을 위하여 자치도시들에 돈을 풀었다.; 이탈리아의 토지에는 대략 6억 세스티르티이, 속주들의 토지에는 대략 2억 6천만 세스티르티를 삯으로 풀었다. (b) 병사들을 이탈리아 또는 속주들로 이끌었던 모든 자들 가운데 내가 기억하는 시대만으로는 오로지 나만이 처음이자 유일하게 그 일을 수행하였다. (c) 그리고 나중에 티베리우스 네로와 그나이우스 피소가 집정관일 때(= BC 7), 또한 가이우스 안티스티우스와 데키무스 라일리우스가 집정관일 때(= BC 6), 가이우스 칼비시우스와 루키우스 파시에누스가 집정관일 때(= BC 4), 루키우스 렌툴루스와 마르쿠스 켓살라가 집정관일 때(= BC 3), 루키우스 캄니우스와 퀸투스 파브리키우스가 집정관일 때(= BC 2), 군무를 마친 병사들에게 각자 그들 자신들의 자치도시들로 돌려보내면서 돈을 지불했으니, 그 돈은 대략 6억 세스테르티이에 달한다.
[17] (a) Quater pecunia mea iuvi aerarium, ita ut sestertium milliens et quingentiens ad eos qui praerant aerario detulerim. (b) Et M. Lepido et L. Arruntio cos. in aerarium militare, quod ex consilio meo constitutum est ex quo praemia darentur militibus qui vicena aut plura stipendia emeruissent, HS milliens et septingentiens ex patrimonio meo detuli.
[17] (a) 4번 나의 돈으로 국고를 지원했으며, 국고를 관리하는 책임이 있는 자들에게 1억 5천만 세스테르티이가 주어졌다. (b) 그리고 마르쿠스 레피두스와 루키우스 아룬티우스가 집정관이었던 때(= AD 6), 나의 계획에 의해 설립되었으며 20년 또는 그 군무에 종사하고 이를 마친 병사들에게 포상금을 지급하는 군대 금고에다가 나는 1억 7천만 세스테르티이를 나의 세습 재산에서 옮겨갔다.
[18] (a) Ab eo anno quo Cn. et P. Lentuli consules fuerunt, cum deficerent vectigalia, tum centum milibus hominum tum pluribus multo frumentarios et nummarios tributus ex horreo et patrimonio meo edidi.
[18] (a) 그나이우스 렌툴루스와 푸블리우스 렌툴루스가 집정관이었던 해부터, 조세가 부족하게 되면, 어떨 때는 10만명, 어떨 때는 그보다 더 많은 사람들한테 나의 금고와 세습재산으로부터 곡물과 돈을 내가 나누어주었다.
[19] (a) Curiam et continens ei Chalcidicum templumque Apollinis in Palatio cum porticibus, aedem divi Iuli, Lupercal, porticum ad circum Flaminium, quam sum appellari passus ex nomine eius qui priorem eodem in solo fecerat, Octaviam, pulvinar ad circum maximum, aedes in Capitolio Iovis Feretri Iovis Tonantis, aedem Quirini, aedes Minervae et Iunonis Reginae et Iovis Libertatis in Aventino, aedem Larum in summa sacria via, aedem deum Penatium in Velia, aedem Iuventatis, aedem Matris Magnae in Palatio feci.
[19] (a) 나는 원로원 의사당과 그와 이어진 칼키스식 열주회랑, 그리고 팔라티움 언덕에 아폴로 신전과 열주회랑, 신성 율리우스의 신전, 루페르칼, 플라미니누스 경기장 근처에 붙은 열주회랑을 세웠다. 이 열주회랑은 이전에 동일한 장소에 홀로 (자금을 대서) 지었던 나의 이름 '옥타비아'를 따서 불리는 것을 허락하였다. 또한 나는 대경기장에 인접한 신상 받침대와, 카피톨리움 언덕에 있는 윱피테르 페레트리우스와 윱피테르 토난티스의 신전, 퀴리니우스 신전, 아벤티누스 언덕에 있는 미네르바 및 신들이 여왕 유노 및 윱피테르 리베르타티스의 신전, 거룩한 길 끝에다가 라레스 신전, 벨리아에 페나테스 신들의 신전, 유벤투스의 신전, 팔라티움 언덕에 위대한 마르스 신의 신전을 세웠다.
[20] (a) Capitolium et Pompeium theatrum utrumque opus impensa grandi refeci sine ulla inscriptione nominis mei. (b) Rivos aquarum compluribus locis vetustate labentes refeci, et aquam quae Marcia appellatur duplicavi fonte novo in rivum eius inmisso. (c) Forum Iulium et basilicam quae fuit inter aedem Castoris et aedem Saturni, coepta profligataque opera a patre meo, perfeci et eandem basilicam consumptam incendio, ampliato eius solo, sub titulo nominis filiorum meorum incohavi, et si vivus non perfecissem, perfici ab heredibus meis iussi. (d) Duo et octoginta templa deum in urbe consul sextum ex auctoritate senatus refeci nullo praetermisso quod eo tempore refici debebat. (e) Consul septimum viam Flaminiam ab urbe Ariminum refeci pontesque omnes praetere Mulvium et Minucium.
[20] (a) 나는 카피톨리움(의 건물들)과 폼페이우스 신전 둘 다 막대한 지출로 다시 지었는데, 그 어떠한 곳에도 내 이름을 새겨넣지 않았다. (b) 나는 오래되어서 부식되었던 여러 곳의 수도관들을 다시 지었으며, 새로운 수원을 뚫어 마르키아라고 불리던 수도관에 흐르는 물을 2배로 늘렸다. (c) 카스토르 신전과 사투르누스 신전 사이에 있던 율리우스 포룸과 공회당의 건축은 나의 아버지에 의해 시작해서 거의 끝나가고 있었는데, 내가 이를 완성시켰고, 그 공회당이 불에 다 타버리자, 그 부지를 늘리고, 내 아들들의 이름으로 (공사를) 시작했으며, 내 생전에 완성시키지 못한다면, 내 후손들에 의하여 완성될 것을 명령하였다. (d) 내가 여섯번째 집정관일 때(= BC 28), 28개의 신전들을 원로원의 권위에 의하여 다시 지었는데, 그 당시 다시 지어졌어야 할 모든 건물들 중 하나라도 소홀히하지 않았다. (e) 내가 일곱번째 집정관일 때(= BC 27) 도성에서 아리미눔으로 향하는 플라미니아 가도와 물비우스 및 미누키우스 다리들을 뺀 모든 다리들을 다시 지었다.
[21] (a) In privato solo Martis Ultoris templum forumque Augustum ex manibiis feci. (b) Theatrum ad aedem Apollinis in solo magna ex parte a privatis empto feci, quod sub nomine M. Marcelli generi mei esset. (c) Dona ex manibiis in Capitolio et in aede divi Iuli et in aede Apollinis et in aede Vestae et in templo Martis Ultoris consacravi, quae mihi constiterunt HS circiter milliens. (d) Auri coronari pondo triginta et quinque millia municipiis et colonis Italiae conferentibus ad triumphos meos quintum consul remisi, et postea, quotienscumque imperator appellatus sum, aurum coronarium non accepi decernentibus municipiis et colonis aeque benigne adque antea decreverant.
[21] (a) 나는 사유지에 복수자 마르스의 신전과, 전리품의 비용으로 아우구스투스 포룸을 지었다. (b) 아폴로 신전 근처에, 많은 부분을 사유지들로부터 구입한 땅에다가 나는 극장을 지었으며, 내 사위 마르쿠스 마르켈루스의 이름을 붙였다. (c) 전리품으로부터 봉헌물품을 카피톨리움과 신성 율리우스 신전, 아폴로 신전, 베스타 신전, 복수자 마르스 신전에 바쳤으며, 여기에 내가 부담한 금액은 1억 세스테르티이에 달한다. (d) 내가 5번째 집정관일 때(= BC 29) (무게로) 35000 폰도에 달하는 금관들이 이탈리아의 자치도시들과 식민도시들로부터 한데 모여 내게 전해졌으나 다시 돌려보냈다. 그 후에 내가 최고 사령관이라고 불릴 때마다, 자치도시들과 식민도시들이 내게 금관들을 주기로 결의하였지만, 나는 그 결의를 공손하게 받아들이지 않거나 또는 결의되기 전에 받아들이지 않았다.
[22] (a) Ter munus gladiatorium dedi meo nomine et quinquiens filiorum meorum aut nepotum nomine, quibus muneribus depugnaverunt hominum circiter decem millia. (b) Bis athletarum undique accitorum spectaculum populo praebui meo nomine et tertium nepotis mei nomine. (c) Ludos feci meo nomine quater, aliorum autem magistratuum vicem ter et viciens. (d) Pro conlegio XV virorum magister conlegii collega M. Agrippa ludos saeclares C. Furnio C. Silano cos. feci. (e) Consul XIII ludos Martiales primus feci quos post id tempus deinceps insequentibus annis s.c. et lege fecerunt consules. (f) Venationes bestiarum Africanarum meo nomine aut filiorum meorum et nepotum in circo aut in foro aut in amphitheatris populo dedi sexiens et viciens, quibus confecta sunt bestiarum circiter tria millia et quingentae.
[22] (a) 나는 검투사 시합을 나의 이름으로 3번, 내 아들들 및 손자들의 이름으로 5번 개최하였으며, 그 경기들에서 싸운 사람들의 숫자는 1만명이다. (b) 사방에서 모여든 운동선수들의 경기들을 나의 이름으로 2번, 내 손자들 이름으로 3번 베풀었다. (c) 또한 경기대회를 나의 이름으로 4번, 또한 다른 행정관들의 이름으로 23번 개최하였다. (d) 15인의 협회를 위하여 협회장인 내가 동료인 마르쿠스 아그립파와 함께 세기제를 가이우스 푸르니우스와 가이우스 실라누스가 집정관일 때(= BC 17) 개최하였다. (e) 내가 13번째 집정관이었을 때(= BC 2) 마르티알레스 경기들을 처음으로 개최하였는데, 그 때 이후로 원로원의 결정으로 집정관들이 이 경기들을 매해 맡기로 하였다. (f) 아프리카의 맹수들을 사냥하는 대회를 나의 이름 또는 내 아들들 또는 손자들의 이름으로 원형극장 또는 포룸, 반원형 극장에서 인민들에게 26번을 베풀었으며, 여기서 희생된 맹수들의 숫자는 3500마리에 달하였다.
[23] (a) Navalis proeli spectaclum populo dedi trans Tiberim in quo loco nunc nemus est Caesarum, cavato solo in longitudinem mille et octingentos pedes, in latitudinem mille et ducenti, in quo triginta rostratae naves triremes aut biremes, plures autem minores inter se conflixerunt; quibus in classibus pugnaverunt praeter remiges millia hominum tria circiter.
[23] (a) 현재엔 카이사르들의 신성한 숲이 있는 티베리스 강 건너편에서 모의 해전을 인민들에게 보여주었다. 그 부지에 길이로 1800 페데스, 너비로 1200 페데스만큼 땅을 파고, 거기에 30척의 부리가 있는 삼단 노선 또는 이단 노선, 또한 더 많은 작은 배들이 서로 맞부딪쳤다. 그 함대들 가운데 노젓는 사람들을 빼고 모의 전투에 참가한 사람은 대략 3천명에 달하였다.
[24] (a) In templis omnium civitatium provinciae Asiae victor ornamenta reposui quae spoliatis templis is cum quo bellum gesseram privatim possederat. (b) Statuae meae pedestres et equestres et in quadrigeis argenteae steterunt in urbe XXC circiter, quas ipse sustuli, exque ea pecunia dona aurea in aede Apollinis meo nomine et illorum qui mihi statuarum honorem habuerunt posui.
[24] (a) 아시아 속주의 모든 도시국가들의 신전들에 승리자로서 나는, 내가 전쟁에서 싸웠던 자가 신전들에서 강탈하여 개인적으로 소유하고 있었던 보물들을 돌려주었다. (b) 나의 전신상과 기마상 그리고 도성에 있는 은으로 된 4륜전차상은 대략 80개였는데, 내가 모두 철거시켰으며, 또한 아폴로 신전에 나의 이름으로, 또한 내게 동상을 주었던 영광을 베풀었던 이들의 이름으로 금으로 된 봉헌물품 및 돈을 바쳤다.
[25] (a) Mare pacavi a praedonibus. (b) Eo bello servorum qui fugerant a dominis suis et arma contra rem publicam ceperant triginta fere millia capta dominis ad supplicium sumendum tradidi. (c) Iuravit in mea verba tota Italia sponte sua, et me belli quo vici ad Actium ducem depoposcit; iuraverunt in eadem verba provinciae Galliae, Hispaniae, Africa, Sicilia, Sardinia. (d) Qui sub signis meis tum militaverint fuerunt senatores plures quam DCC, in iis qui vel antea vel postea consules facti sunt ad eum diem quo scripta sunt haec LXXXIII, sacerdotes circiter CLXX.
[25] (a) 바다를 해적들로부터 나는 평화롭게 하였다. (b) 그 전쟁에서 주인들로부터 도망쳐서 국가에 대항하여 무장하였던 노예들 3만명을 붙잡아 벌을 가할 의도로 주인들에게 넘겨주었다. (c) 이탈리아 전역이 자발적으로 나의 말에 서약하였으며, 악티움에서 내가 이겼던 전쟁의 장군으로 나를 지명하였다.; 동시에 갈리아, 히스파니아, 아프리카, 시킬리아, 사르디니아 속주들이 나의 말에 서약하였다. (d) 나의 깃발 아래에서 군무에 나서겠다고 했던 원로원 의원들은 700명, 그 날 명부에 기입된, (그 시점) 이전과 이후의 집정관들은 83명, 사제들은 대략 170명이었다.
[26] (a) Omnium provinciarum populi Romani quibus finitimae fuerunt gentes quae non parerent imperio nostro fines auxi. (b) Gallias et Hispanias provincias, item Germaniam, qua includit Oceanus a Gadibus ad ostium Albis fluminis pacavi. (c) Alpes a regione ea quae proxima est Hadriano mari ad Tuscum pacificavi nulli genti bello per iniuriam inlato. (d) Classis mea per Oceanum ab ostio Rheni ad solis orientis regionem usque ad fines Cimbrorum navigavit, quo neque terra neque mari quisquam Romanus ante id tempus adit. (e) Cimbrique et Charydes et Semnones et eiusdem tractus alii Germanorum populi per legatos amicitiam meam et populi Romani petierunt. (f) Meo iussu et auspicio ducti sunt duo exercitus eodem fere tempore in Aethiopiam et in Arabiam quae appellatur Eudaemon, magnaeque hostium gentis utriusque copiae caesae sunt in acie et complura oppida capta. (g) In Aethiopiam usque ad oppidum Nabata perventum est, cui proxima est Meroe; in Arabiam usque in fines Sabaeorum processit exercitus ad oppidum Mariba.
[26] (a) 로마 인민들게 속한 모든 속주들의 경계를 우리들의 지배권에 복종하지 않는 종족들의 경계까지 늘렸다. (b) 갈리아와 히스파니아 속주들을, 그 다음으로는 게르마니아를, 나는 가데스와 인접한 대양으로부터 알비스 강의 하구까지 평화롭게 하였다. (c) 하드리아눔 바다가 인접한 지역으로부터 투스쿰 지역까지의 알페스 산악지대를 나는 그 어떠한 불의한 전쟁을 일으키지 않고 평화롭게 만들었다. (d) 나의 함대는 대양을 통해 레누스 강의 하구로부터 킴브리 사람들의 경계가 되는 지역까지 동쪽으로 향해 항해했는데, 그 땅과 바다는 그 어떠한 로마 사람들도 그 이전에 다다른 적이 없었다. (e) 킴브리 및 카뤼데스, 셈노네스 사람들과 그들과 같이 이끌려온 게르마니아의 다른 여러 인민들이 사절들을 통해 나와 로마 인민들에게 우호 관계를 간청하였다. (f) 나의 명령과 새점에 의해 두 군대가 동시에 아이티오피아와 '에우다이몬'이라 일컬어졌던 아라비아를 향해 출격하여 다수의 적대적인 종족들을 공격하였고, 양쪽에서 전열에서 맞붙어 다수를 살해하고 수많은 성채들을 함락시켰다. (g) 나의 군대는 아이티오피아에서는 메로이에 인접한 나바타 성채까지 도달하였으며, 아라비아에서는 사바이이 사람들의 경계에 있는 마리바 성채까지 진격하였다.
[27] (a) Aegyptum imperio populi Romani adieci. (b) Armeniam maiorem interfecto rege eius Artaxe cum possem facere provinciam malui maiorum nostrorum exemplo regnum id Tigrani regis Artavasdis filio, nepoti autem Tigranis regis, per Ti. Neronem tradere, qui tum mihi privignus erat. (c) Et eandem gentem postea desciscentem et rebellantem domitam per Gaium filium meum regi Ariobarzani regis Medorum Artabazi filio regendam tradidi, et post eius mortem filio eius Artavasdi; quo interfecto Tigranem qui erat ex regio genere Armeniorum oriundus in id regnum misi. (d) Provincias omnis quae trans Hadrianum mare vergunt ad orientem Cyrenasque, iam ex parte magna regibus ea possidentibus, et antea Siciliam et Sardiniam occupatas bello servili reciperavi.
[27] (a) 아이귑투스를 로마 인민의 지배권에 나는 추가하였다. (b) 큰 아르메니아(Armenia maior)를 아르탁세스 왕이 살해당했을 때 나는 속주로 만들 수도 있었으나, 우리 조상들의 예시를 따라, 그 왕국을 아르타바스데스의 아들이자 또한 티그라네스 왕의 손자인 티그라네스 왕에게, 그 당시 나의 의붓아들이었던 티베리우스 네로를 통해 전해주는 쪽을 택하였다. (c) 나중에 그 종족들 사이에서 반란과 봉기가 발발하자 나의 아들 가이우스를 보내 복종시켰으며, 아르타바주스의 아들이나 메디 사람들의 왕인 아리오바르자네스 왕에게 지배권을 넘겼다. 그가 죽자 그의 아들인 아르타바스데스에게 왕국을 주었으며, 그가 살해당하자 아르메니아 왕족 출신인 티그라네스에게 그 왕국을 넘겼다. (d) 아드리아눔 바다 건너편에 기운 속주들과, 동쪽으로는, 당시 많은 영역이 왕들에 의해 차지되었던 퀴레네, 또한 그 이전에는 노예 전쟁에서 적들의 수중에 있었던 시킬리아와 사르디니아를 나는 회복하였다.
[28] (a) Colonias in Africa, Sicilia, Macedonia, utraque Hispania, Achaia, Asia, Syria, Gallia Narbonensi, Pisidia militum deduxi. (b) Italia autem XXVIII colonias quae vivo me celeberrimae et frequentissimae fuerunt mea auctoritate deductas habet.
[28] (a) 아프리카와 시킬리아, 마케도니아, 히스파니아 전역, 아카이아, 아시아, 쉬리아, 갈리아 나르보넨시스, 피시디아의 식민도시들에 병사들을 이끌고 갔다. (b) 또한 이탈리아에 내가 살던 시절에 매우 인구가 밀집하고 번화하였던 28개의 식민 도시들에 나의 권위로 병사들을 분산시켰다.
[29] (a) Signa militaria complura per alios duces amissa devictis hostibus recepi ex Hispania et Gallia et a Dalmateis. (b) Parthos trium exercitum Romanorum spolia et signa reddere mihi supplicesque amicitiam populi Romani petere coegi. (c) Ea autem signa in penetrali quod est in templo Martis Ultoris reposui.
[29] (a) 히스파니아와 갈리아, 달마티아에서 다른 장군들이 적들에게 패하고 빼앗겼던 여러 군대 깃발들을 나는 도로 가져왔다. (b) 이전에 로마인들의 세 군대로부터 전리품과 군기들을 돌려보내도록 파르티아 사람들을 내게 탄원하고 로마 인민들에게 우의관계를 맺길 바라도록 몰아넣었다. (c) 나는 이 깃발들을 복수자 마르스 신전의 내실에 되돌려놓았다.
[30] (a) Pannoniorum gentes, quas ante me principem populi Romani exercitus nunquam adit, devictas per Ti. Neronem, qui tum erat privignus et legatus meus, imperio populi Romani subieci, protulique fines Illyrici ad ripam fluminis Danui. (b) Citra quod Dacorum transgressus exercitus meis auspicis victus profilgatusque est, et postea trans Danuvium ductus exercitus meus Dacorum gentes imperia populi Romani perferre coegit.
[30] (a) 판노니아의 여러 종족들은 내가 수령이기 이전에 로마 인민들의 군대가 도달한 적이 없었는데, 당시 나의 의붓 아들이자 부장이었던 티베리우스 네로를 통해 패배시키고 로마 인민의 지배권으로 정복하였으며 일뤼리쿰의 경계를 다누비누스 강변까지 확장시켰다. (c) 다누비누스 강 안쪽으로 쳐들어온 다키 사람들의 군대가 나의 새점들에 의해 패배하고 큰 타격을 입었으며, 이후에 나의 군대가 다누비누스 강을 넘어 진격하여 다키 사람들의 종족들을 로마 인민의 지배에 복종하도록 강요하였다.
[31] (a) Ad me ex India regum legationes saepe missae sunt non visae ante id tempus apud quemquam Romanorum ducem. (b) Nostram amicitiam appetiverunt per legatos Bastarnae Scythaeque et Sarmatarum qui sunt citra flumen Tanaim et ultra reges, Albanorumque rex et Hiberorum et Medorum.
[31] (a) 내게 인디아에서 왕들의 사절들이 종종 파견되었는데, 그 시절 이전의 로마 사람들의 지도자들은 그 광경을 본 적이 없었다. (b) 바스타르나이, 스퀴타이 사람들 및 타나이스 강 안쪽에 사는 사르마타이 사람들과 더 먼 곳의 왕들, 즉 알바니 및 히베리, 메디 사람들의 왕들이 사절들을 통해 우리와 우의관계를 추구하였다.
[32] (a) Ad me supplices confugerunt reges Parthorum Tiridates et postea Phrates regis Phratis filius, Medorum Artavasdes, Adiabenorum Artaxares, Britannorum Dumnobellaunus et Tincommius, Sugambrorum Maelo, Marcomanorum Sueborum . . . rus. (b) Ad me rex Parthorum Phrates Orodis filius filios suos nepotesque omnes misit in Italiam non bello superatus, sed amicitiam nostram per liberorum suorum pignora petens. (c) Plurimaeque aliae gentes expertae sunt p. R. fidem me principe quibus antea cum populo Romano nullum extiterat legationum et amicitiae commercium.
[32] (a) 내게 망명을 받아줄 것을 탄원한 왕들은, 파르티 사람들의 티리다테스와, 그 후에는 프라아테스 왕의 아들인 프라아테스, 메디 사람들의 아르타바스데스, 아디아베니 사람들의 아르탁사레스, 브리탄니 사람들의 둠노벨라우누스와 팅콤미우스, 수감브리 사람들의 마일로, 마르코마니와 수에비 사람들의.... -루스 가 있다. (b) 내게 오로데스의 아들이자 파르티아의 왕인 프라아테스가 자신들의 아들들과 손자들 모두를, 전쟁에서 진 것도 아닌데도 이탈리아로 보냈으며, 자신의 아들 및 손자들을 담보로 하여 우리들과 우의관계를 청했다. (c) 이전에 로마 인민들한테 단 한 번도 사절을 보내거나 우의관계를 청한 적이 없던 더 많은 다른 종족들이 내가 수령일 때 로마 인민들의 신의를 경험하였다.
[33] (a) A me gentes Parthorum et Medorum per legatos principes earum gentium reges petitos acceperunt: Parthi Vononem, regis Phratis filium, regis Orodis nepotem, Medi Ariobarzanem, regis Artavazdis filium, regis Ariobarzanis nepotem.
[33] (a) 나로부터 파르티 및 메디 종족들이 사절들을 통하여 그들의 수령들을 그들의 왕으로 모셔가게 해달라고 하여 데려갔다. 파르티 사람들을 프라아테스 왕의 아들이자 오로데스 왕의 손자인 보노네스를, 메디 사람들은 아르타바즈데스 왕의 아들이자 아리오바르자네스 왕의 손자인 아리오바르자네스를 데려갔다.
[34] (a) In consulatu sexto et septimo, postquam bella civilia exstinxeram, per consensum universorum potitus rerum omnium, rem publicam ex mea potestate in senatus populique Romani arbitrium transtuli. (b) Quo pro merito meo senatus consulto Augustus appellatus sum et laureis postes aedium mearum vestiti publice coronaque civica super ianuam meam fixa est et clupeus aureus in curia Iulia positus, quem mihi senatum populumque Romanum dare virtutis clementiaeque et iustitiae et pietatis caussa testatum est per eius clupei inscriptionem. (c) Post id tempus auctoritate omnibus praestiti, potestatis autem nihilo amplius habui quam ceteri qui mihi quoque in magistratu conlegae fuerunt.
[34] (a) 내전이 모두 끝난 이후 내가 6번째와 7번째 집정관을 역임했을 때(BC 28, BC 27), 전체의 의견일치를 통해 전권을 장악하고 있었던 나는, 나의 권력을 원로원과 로마 인민들의 판단에 맡김으로서 국가에 반납하였다. (b) 그러한 일에 내가 공이 있으므로, 원로원은 내가 아우구스투스로 불릴 것과, 월계수로 내 신전들의 문짝에 공식적으로 장식해놓으며, 시민관을 내 문에 고정시켜놓고, 금으로 된 원형 방패를 율리아 의사당에 세워둘 것을 결정하였다. 그 방패는 내게 원로원과 로마 인민이 준 것인데, 방패의 명문에는 나의 미덕과 자비, 정의로움, 헌신을 증명할 문구가 새겨졌다. (c) 그 때 이후로 나는 권위로 모든 이들보다 앞서 있었지만, 권력에 있어서는 공직에서 동료인 다른 사람들 그 누구한테도 미치지 못하였다.
[35] (a) Tertium decimum consulatum cum gerebam, senatus et equester ordo populusque Romanus universus appellavit me patrem patriae, idque in vestibulo aedium mearum inscribendum et in curia Iulia et in foro Aug. sub quadrigis quae mihi ex s.c. positae sunt censuit. (b) Cum scripsi haec annum agebam septuagensumum sextum.
[35] (a) 내가 13번째 집정관직을 역임하고 있을 때(= BC 2), 원로원과 기사계급, 그리고 로마 인민들이 의견을 일치시켜 나를 조국의 아버지로 부르고, 내 신전들의 입구와 율리아 의사당, 그리고 아우구스투스 포룸에 있는, 예전에 원로원의 결정으로 4륜마차상 아래에 새겨넣기로 하였다. (b) 나는 이를 내가 76세일 때 새겨넣는다.
APPENDIX
[1] Summa pecuniae quam dedit vel in aerarium vel Plebei Romanae vel dimissis militibus: denarium sexiens milliens.
[1] 국고나 로마 평민들을 위해서나 병사들을 위해 내가 쓴 돈의 총 합은 6억 데나리이에 달한다.
[2] Opera fecit nova aedem Martis, Iovis Tonantis et Feretri, Apollinis, divi Iuli, Quirini, Minervae, Iunonis Reginae, Iovis Libertatis, Larum, deum Penatium, Iuventatis, Matris Magnae, Lupercal, pulvinar ad circum, curiam cum Chalcidico, forum Augustum, basilicam Iuliam, theatrum Marcelli, porticum Octaviam, nemus trans Tiberim Caesarum.
[2] 내가 신축한 건물들은 마르스 신전, 윱피테르 토난티스 및 페레트리우스 신전, 아폴로 신전, 신성 율리우스 신전, 퀴리니우스 신전, 미네르바 신전, 신들의 여왕 유노의 신전, 윱피테르 리베르타티스 신전, 라레스 신전, 페나티우스 신 신전, 유벤투스 신전, 위대한 마르스 신전, 루페르칼 신전, 원형극장의 신상 받침대, 칼키스식 열주회랑이 덧붙여진 의사당, 아우구스투스 포룸, 바실리카 율리아, 마르켈루스 극장, 옥타비우스 문, 티베리스 강 건너편의 카이사르들의 신성한 숲(=모의 해전장, 23장 참조) 등이 있다.
[3] Refecit Capitolium sacrasque aedes numero octoginta duas, theatrum Pompei, aquarum rivos, viam Flaminiam.
[3] 나는 카피톨리움과 82개의 신성한 신전들, 폼페이우스 극장, 수도관들, 플라미니아 가도를 다시 지었다.
[4] Impensa praestita in spectacula scaenica et munera gladiatorum atque athletas et venationes et naumachiam et donata pecunia colonis, municipiis, oppidis terrae motu incendioque consumptis aut viritim amicis senatoribusque quorum census explevit innumerabilis.
[4] 연극 무대, 검투사 시합, 운동선수 시합, 사냥 경기, 모의 해전, 지진이나 화재 때문에 파괴된 식민도시 및 자치도시, 성채도시들에 선물로 준 돈, 원로원 의원들에게 우의관계에 의거하여 사람마다 준 돈들을 전부 합치면 헤아릴 수 없다.

## 같이 보기
- 아우구스투스 마우솔레움